# Épisodes de RoboCop (série télévisée)
Cet article présente le guide des épisodes de la série télévisée RoboCop.

## Liste des épisodes

### Épisode 1:Justice mécanique
- États-Unis : 18 mars 1994
- France : 20 octobre 1994 sur M6

- Jennifer Dale (Fanny Lamour)
- Chris Kennedy (Big Dog)
- Chris Bondy (Fraker)
- Neil Crone (Coroner)
- Vic Cummings (Charles Coffey)
- Henry Gomez (Old Hank)
- Michael Donaghue (Warden)
- Jonathan Scarfe (Dogtown Boy #1)

### Épisode 2:Le suspect
- États-Unis : 25 mars 1994
- France : 23 octobre 1994[1] sur M6

- Richard Comar (M. Smith)
- Richard Paul (Reverend Bob Taker)
- Chris Wiggins (Dr Yung)
- Debrah McGrath (Bambi Taker)
- Christopher Bondy (Fraker)
- Sam Malkin (Driver)

### Épisode 3:Trouble dans la ville
- États-Unis : 1er avril 1994
- France : 30 octobre 1994[1] sur M6

- Tony Rosato (Kevin Frosh)
- Debra McGrath (Bambi Taker)
- Murray Cruchley (Announcer)
- Wayne Best (Officer Wilcox)
- Graham Harley (Dr. Gene Julius)

### Épisode 4:Officier porté disparu
- États-Unis : 8 avril 1994
- France : 6 novembre 1994[1] sur M6

- Maurice Dean Wint (Captain Ethan)
- Dan MacDonald (Norton)
- Silvio Oliviero (Tyree)
- Jane Spidell (Ami Avery)

### Épisode 5:L'argent ne fait pas le bonheur
Pour les articles homonymes, voir L'argent ne fait pas le bonheur.
- États-Unis : 15 avril 1994
- France : 13 novembre 1994[1] sur M6

- Gregory Scott Cummins (Ardo Detriti)
- Ann Turkel (Louise)
- Michael Rhoades (Dave)
- Neil Munro (Dr. Marner)
- Bruce Hunter (Tom)
- David Huband (Jerry) crédité : Dave Huband
- Judith Scott (Dr. Janet Bailey)
- Dennis O'Connor (Otto Gilbert)
- Mark Wilson (Vince)
- Jane Luk (Donna)
- R.D. Reid (Transient)
- Jane Spidell (Ami Avery)

### Épisode 6:Les fantômes
- États-Unis : 22 avril 1994
- France : 20 novembre 1994[1] sur M6

- Jon Cypher (Eugene Omar)
- Roger Earl Mosley (Frank Uno)
- John Bourgeois (Colonel Albert Brox)
- Juan Chioran (Dr. Rimmer)
- Martin Julien (Lupus)
- Sugith Varughese (Megabyte Man)

### Épisode 7:Zone cinq
- États-Unis : 29 avril 1994
- France : 27 novembre 1994[1] sur M6

- Scott Colomby (Albert Deloreo)
- Greg Spottiswood (Danny Boy)
- Don McKellar (Dr. Newlove)
- Johnny Askwith (Freddy)
- Bruce Beaton (Skinner)
- J.R. Zimmerman (Ed Mallory)
- Harvey Atkin (Lawyer)

### Épisode 8:L'amendement 22
- États-Unis : 6 mai 1994
- France : 4 décembre 1994[1] sur M6

- Sondra Currie (Janet Lewis)
- Geraint Wyn Davies (en) (Jack Martin)
- Jack Langeduk (Father Marks)
- Aidan Devine (Harry Flitch)
- Christine Reeves (Beth)
- Howard Jerome (Izzy Provo)
- Roy T. Anderson (Orderly #2)

### Épisode 9:Les visages d'Ève
- États-Unis : 13 mai 1994
- France : 11 décembre 1994[1] sur M6

- David Hemblen (Dr. Apollinaire Monet)
- Julian Richings (Dr. Proctor)
- Peter Messaline (Judge Richter Hall)
- Richard Binsley (Marlboro Man)
- Garfield Andrews (Reporter)

### Épisode 10:Justice est faite
- États-Unis : 20 mai 1994
- France : 18 décembre 1994[1] sur M6

- Lori Hallier (Tori Tolin)
- Jeremy Ratchford (J. J. Biddle)
- Graham McPherson (Owen Merritt)
- Tony De Santis (Jack Dixon)
- Michael Simpson (Eric Marley)

### Épisode 11:Le facteur humain
- États-Unis : 27 mai 1994
- France : 25 décembre 1994[1] sur M6

- Nigel Bennett (Granger)
- Robert Morelli (Felix Weber)
- Nonnie Griffin (Dorothy Murphy)
- Gerry Quigley (Inconnu)
- Tom Melissis (Inconnu)

### Épisode 12:Le crime en direct
- États-Unis : 1er juillet 1994
- France : 1er janvier 1995[1] sur M6

- Ian D. Clark (Brendan Forbes)
- Tim Progosh (Mack McAdam)

### Épisode 13:Le super héros
- États-Unis : 8 juillet 1994
- France : 8 janvier 1995[1] sur M6

- Roddy Piper (Commander Cash)
- Barry Flatman (Simon Atwater)
- Lisa Howard (Brittany)
- Matt Cooke (Barry Lehman)
- Keith Knight (Store Manager)

### Épisode 14:Illusions
- États-Unis : 15 juillet 1994
- France : 15 janvier 1995[1] sur M6

- Cali Timmins (Tish Collier)
- Maurice Godin (Adam Roland)
- Andrew Lewarne (Inconnu)
- Walter Alza (Garde)
- Neil Crone (Schmidt)
- Allegra Fulton (Wilson)
- Murray Cruchley (Inconnu)

### Épisode 15:L'homme de fer
- États-Unis : 22 juillet 1994
- France : 22 janvier 1995[1] sur M6

- Kim Coates (Malloy)
- Ron Lea (Trenton)
- Damir Andrei (Delvecchio)
- Kenner Ames (Instaler)

### Épisode 16:Sœurs de sang
- États-Unis : 29 juillet 1994
- France : 29 janvier 1995[1] sur M6

- Colin Fox (Hammersmith)
- Lenore Zann (Willa)
- Fiona Highet (Punk)
- Brenda Robins (Sis)
- Krista Bridges (WOMB Woman)

### Épisode 17:Le briseur de cœur
- États-Unis : 9 septembre 1994
- France : 5 février 1995[1] sur M6

- Alon Nashmanx (Eliot Jessu)
- Chris Leavins (Wilson Eberhart)
- Stephen Shellen (Conrad Brock)

### Épisode 18:La fête des mères
- États-Unis : 16 septembre 1994
- France : 12 février 1995[1] sur M6

- Camilla Scott  (Sally Modesto)
- Cynthia Asperger (Nadia)
- Donald Burd (Leo)
- Myron Healey (M. L-M)

### Épisode 19:Les nanomachines
- États-Unis : 23 septembre 1994
- France : 19 février 1995[1] sur M6

- Bruce Hunter (Tom)
- David Huband (Jerry)
- Victor A. Young (Finch)
- William Colgate (Edward Feldston)

### Épisode 20:La bande masquée
- États-Unis : 12 novembre 1994
- France : 26 février 1995[1] sur M6

- Gwynyth Walsh (Tessa Stark)
- Martin Milner (Russel Murphy)
- Nonnie Griffin (Dorothy Murphy)
- Richard Chevolleau (Justin)

### Épisode 21:Minuit moins une
- États-Unis : 19 novembre 1994
- France : 5 mars 1995[1] sur M6

- Chuck Shamata (Richard Gless)
- David Orth (Billy Sullvan)
- Hrant Alianak (Stitch Molotov)
- Robert King (acteur) (Roy Macklin)
- Sherry Miller (Dr Audrey Frink)

### Épisode 22:L'ennemi public
- États-Unis : 26 novembre 1994
- France : 12 mars 1995 sur M6

- Cliff De Young (Dr Cray Z. Mallardo)
- David Keeley (McGrew)
- Donald Burda (Leo)
- John Rubinstein (Chip Chayken)
- Wayne Robson (Shorty)
- Linda Sorensen (La première Dame)
- Richard Waugh (Edward Foster)